# Estação Ferroviária de Santa Eulália

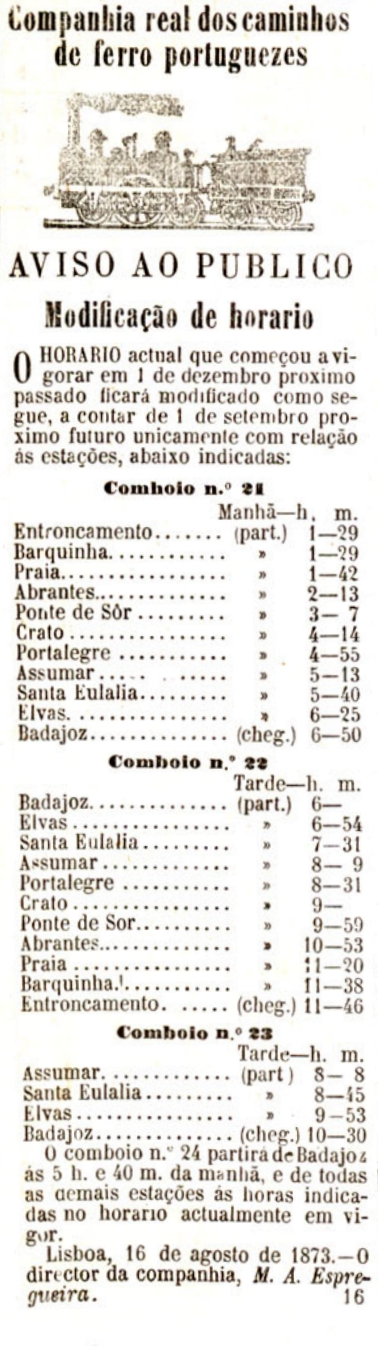
Horários de 1873 para o troço da Linha do Leste entre o Entroncamento e Badajoz.

A Estação Ferroviária de Santa Eulália é uma gare encerrada da Linha do Leste, que servia a localidade de Santa Eulália, no Distrito de Portalegre, em Portugal.

## Descrição

### Localização e acessos
A estação tem acesso pela EN 246, a norte do perímetro urbano de Santa Eulália. O edifício de passageiros situa-se do lado nascente da via (lado esquerdo do sentido ascendente, para Badajoz).

### Caraterização física
Em Janeiro de 2011, contava com duas vias de circulação, ambas com 370 m de comprimento, e duas plataformas, que tinham 25 e 30 cm de altura, e ambas 101 m de extensão.

## História
Esta interface situa-se no tramo entre Crato e Elvas da Linha do Leste, que abriu à exploração no dia 4 de Julho de 1863, pela Companhia Real dos Caminhos de Ferro Portugueses.
No dia 1 de Janeiro de 2012, a C.P. suspendeu os serviços regionais entre Entroncamento e Elvas, e em Maio do mesmo ano Santa Eulália (junto com Bemposta e Crato) foi removida formalmente, pela entidade reguladora, da rede em exploração.

A partir de 29 de Agosto de 2017, o serviço ferroviário de passageiros entre Entroncamento e Badajoz foi retomado; contudo, os comboios não param nesta estação, servindo apenas o Apeadeiro de Santa Eulália-A.